# Ferdinand Schmitz
Ferdinand Schmitz (ur. 14 października 1919 w Kolonii, zm. 6 listopada 1981 tamże) – niemiecki i zachodnioniemiecki zapaśnik walczący w obu stylach. Olimpijczyk z Helsinek 1952, gdzie zajął szóste miejsce w stylu klasycznym i siódme w wolnym. Walczył w kategorii do 57 kg.
Przyrodni brat zapaśnika Heini Nettesheima, olimpijczyka z Berlina 1936 i 1952 roku.
Wicemistrz Europy w 1939 i trzeci w 1938. Piąty na mistrzostwach świata w 1951 roku.
Mistrz Niemiec w 1940, 1941, 1943, 1949, 1950 i 1951; trzeci w 1937 i 1938, w stylu wolnym. Mistrz w stylu klasycznym w 1938 i 1939; drugi w 1942; trzeci w 1950 roku.

## Letnie Igrzyska Olimpijskie 1952
| Konkurencja           | Rundy eliminacyjne | Rundy eliminacyjne     | Rundy eliminacyjne   | Rundy eliminacyjne     | Klas. końcowa |
| Konkurencja           | Przeciwnik I       | Przeciwnik II          | Przeciwnik III       | Przeciwnik IV          | Miejsce       |
| --------------------- | ------------------ | ---------------------- | -------------------- | ---------------------- | ------------- |
| 57 kg styl klasycznym | wolny los Z        | Norbert Kohler (SAA) Z | Reidar Merli (NOR) P | Hubert Persson (SWE) Z | 6.            |

| Konkurencja       | Rundy eliminacyjne       | Rundy eliminacyjne      | Rundy eliminacyjne                | Rundy eliminacyjne     | Klas. końcowa |
| Konkurencja       | Przeciwnik I             | Przeciwnik II           | Przeciwnik III                    | Przeciwnik IV          | Miejsce       |
| ----------------- | ------------------------ | ----------------------- | --------------------------------- | ---------------------- | ------------- |
| 57 kg styl wolnym | Leonardo Basurto (MEX) Z | Adrien Poliquin (CAN) Z | Khashaba Dadasaheb Jadhav (IND) P | Shohachi Ishii (JPN) P | 7.            |